# Дайнингхаузер-Бах
Дайнингхаузер-Бах (нем. Deininghauser Bach) — река в Германии, в районе Реклингхаузен федеральной земли Северный Рейн-Вестфалия, речной индекс 2772342. Общая длина реки 9,5 км, площадь бассейна — 17,184 км². Исток реки находится в окрестностях бывшей шахты «Граф Шверин» на высоте 116 м, устье — западнее Кастроп-Раукселя, где Дайнингхаузер-Бах на высоте 54 м впадает в Ландвербах.
В 1920—1930-х годах часть русла Дайнингхаузер-Бах была облицована бетонными плитами, а само оно было переоборудовано под открытый коллектор сточных вод. В 1992 году в рамках проекта по ренатурализации Эмшера и его притоков для сточных вод был проложен отдельный канал. В верхней части русло реки было восстановлено в естественном виде, в настоящее время работы продолжатся в нижнем течении. Окончание работ запланировано на 2015 год.
Река входит в зелёный маршрут N7 IBA Emscher.